# Crassivenula minima
Crassivenula minima är en tvåvingeart som först beskrevs av Vanschuytbroeck 1945.  Crassivenula minima ingår i släktet Crassivenula och familjen fritflugor. Inga underarter finns listade i Catalogue of Life.